# Ierocle (auriga)

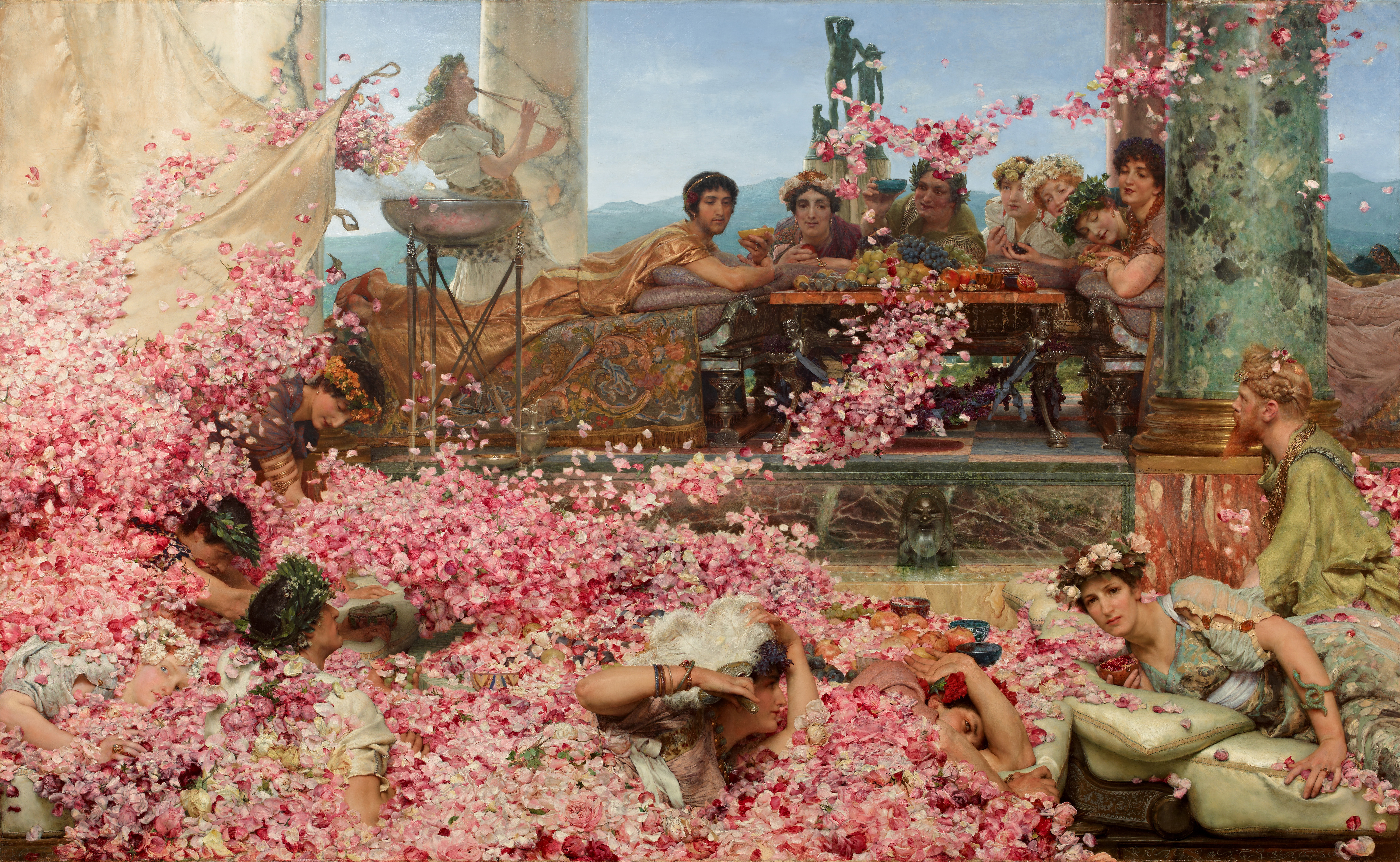
Le rose di Eliogabalo di Lawrence Alma-Tadema

Ierocle (in latino Hierocles; ... – 222) fu l'amante dell'imperatore romano Eliogabalo (218-222).

## Biografia
Ierocle era originario della Caria; fatto schiavo, divenne un auriga e così conobbe il giovane imperatore, che si dilettava a correre nelle gare di carri senza riguardo per la propria posizione. Eliogabalo prese Ierocle come proprio amante, cosa non estranea alla cultura romana, come dimostrato dal caso di Adriano e Antinoo; ma Eliogabalo aveva un ruolo passivo nel rapporto omosessuale, tanto che una fonte a lui non favorevole vuole che una volta esclamasse: 
Ierocle fu molto influente a corte: sposò infatti Eliogabalo e l'imperatore cercò di farlo proclamare cesare, cioè vice-imperatore, ma non vi riuscì.
Dovendo il proprio potere all'amore dell'imperatore, Ierocle cercò di tutelarsi impedendo che altri amanti di Eliogabalo lo spodestassero dal ruolo di favorito. Accadde che Eliogabalo si invaghì di un atleta di nome Zotico, che fece venire a Roma; Ierocle riuscì a disinnescare il pericolo convincendo un coppiere a drogare il vino destinato a Zotico, cosicché non potesse avere un'erezione: Eliogabalo, insoddisfatto, cacciò Zotico, e la posizione di Ierocle fu salva.
Ierocle venne ucciso in occasione della caduta di Eliogabalo, giustiziato dalla guardia pretoriana l'11 marzo 222.